# Saison 1971-1972 de la LNH
Saison précédente Saison suivante
La saison 1971-1972 est la 55e saison régulière de la Ligue nationale de hockey. Quatorze équipes ont joué chacune 78 matchs.

## Saison régulière
Au cours de la saison, cinq personnalités sont intronisées au Temple de la renommée du hockey : Busher Jackson, Gordon Roberts, Terry Sawchuk et Cooney Weiland  sont admis comme joueurs ; Arthur Wirtz l'est à titre de bâtisseur.
Comme lors de la saison précédente, les Bruins de Boston et les Black Hawks de Chicago remportent respectivement les divisions Est et Ouest.

### Classements finaux
| Clt   | Équipe                 | PJ | V  | D  | N  | BP  | BC  | Pts |
| ----- | ---------------------- | -- | -- | -- | -- | --- | --- | --- |
| +001, | Bruins de Boston       | 78 | 54 | 13 | 11 | 330 | 204 | 119 |
| +002, | Rangers de New York    | 78 | 48 | 17 | 13 | 317 | 192 | 109 |
| +003, | Canadiens de Montréal  | 78 | 46 | 16 | 16 | 307 | 205 | 108 |
| +004, | Maple Leafs de Toronto | 78 | 33 | 31 | 14 | 209 | 208 | 80  |
| +005, | Red Wings de Détroit   | 78 | 33 | 35 | 10 | 261 | 262 | 76  |
| +006, | Sabres de Buffalo      | 78 | 16 | 43 | 19 | 203 | 289 | 51  |
| +007, | Canucks de Vancouver   | 78 | 20 | 50 | 8  | 203 | 297 | 48  |

| Clt   | Équipe                        | PJ | V  | D  | N  | BP  | BC  | Pts |
| ----- | ----------------------------- | -- | -- | -- | -- | --- | --- | --- |
| +001, | Black Hawks de Chicago        | 78 | 46 | 17 | 15 | 256 | 166 | 107 |
| +002, | North Stars du Minnesota      | 78 | 37 | 29 | 12 | 212 | 191 | 86  |
| +003, | Blues de Saint-Louis          | 78 | 28 | 39 | 11 | 208 | 247 | 67  |
| +004, | Penguins de Pittsburgh        | 78 | 26 | 38 | 14 | 220 | 258 | 66  |
| +005, | Flyers de Philadelphie        | 78 | 26 | 38 | 14 | 200 | 236 | 66  |
| +006, | Golden Seals de la Californie | 78 | 21 | 39 | 18 | 216 | 288 | 60  |
| +007, | Kings de Los Angeles          | 78 | 20 | 49 | 9  | 206 | 305 | 49  |

- Champion de la saison régulière
- Qualifié pour les séries éliminatoires

### Meilleurs Pointeurs
| Joueur          | Équipe       | PJ | B  | A  | Pts | Pun |
| --------------- | ------------ | -- | -- | -- | --- | --- |
| Phil Esposito   | Boston       | 76 | 66 | 67 | 133 | 76  |
| Bobby Orr       | Boston       | 76 | 37 | 80 | 117 | 106 |
| Jean Ratelle    | New York     | 63 | 46 | 63 | 109 | 4   |
| Vic Hadfield    | New York     | 78 | 50 | 56 | 106 | 142 |
| Rod Gilbert     | New York     | 73 | 43 | 54 | 97  | 64  |
| Frank Mahovlich | Montréal     | 76 | 43 | 53 | 96  | 36  |
| Bobby Hull      | Chicago      | 78 | 59 | 43 | 93  | 24  |
| Yvan Cournoyer  | Montréal     | 73 | 47 | 36 | 83  | 15  |
| Johnny Bucyk    | Boston       | 78 | 32 | 51 | 83  | 4   |
| Bobby Clarke    | Philadelphie | 78 | 35 | 46 | 81  | 87  |

## Séries éliminatoires de la Coupe Stanley

### Finale de la Coupe Stanley
Les Bruins de Boston gagnent la finale de la Coupe Stanley 4 matchs à 2 face aux Rangers de New York.
| 30 avril | Bruins de Boston | 6-5 (4-1, 1-1, 1-3) | Rangers de New York |  |

| 2 mai | Bruins de Boston | 2-1 (1-0, 0-1, 1-0) | Rangers de New York |  |

| 4 mai | Rangers de New York | 5-2 (3-1, 2-1, 0-0) | Bruins de Boston |  |

| 7 mai | Rangers de New York | 2-3 (0-2, 1-1, 1-0) | Bruins de Boston |  |

| 9 mai | Bruins de Boston | 2-3 (2-1, 0-0, 0-1) | Rangers de New York |  |

| 11 mai | Rangers de New York | 0-3 (0-1, 0-0, 0-2) | Bruins de Boston |  |

## Récompenses

### Trophées
| Trophée                      | Vainqueur                                                           | Équipe                                                              |
| ---------------------------- | ------------------------------------------------------------------- | ------------------------------------------------------------------- |
| Trophée Calder               | Ken Dryden                                                          | Canadiens de Montréal                                               |
| Trophée Lester-B.-Pearson    | Jean Ratelle                                                        | Rangers de New York                                                 |
| Trophée Art-Ross             | Phil Esposito                                                       | Bruins de Boston                                                    |
| Trophée Hart                 | Bobby Orr                                                           | Bruins de Boston                                                    |
| Trophée Conn-Smythe          | Bobby Orr                                                           | Bruins de Boston                                                    |
| Trophée Bill-Masterton       | Bobby Clarke                                                        | Flyers de Philadelphie                                              |
| Trophée James-Norris         | Bobby Orr                                                           | Bruins de Boston                                                    |
| Trophée Lady Byng            | Jean Ratelle                                                        | Rangers de New York                                                 |
| Trophée Lester-Patrick       | Clarence Campbell, John A. Kelly, Cooney Weiland et James D. Norris | Clarence Campbell, John A. Kelly, Cooney Weiland et James D. Norris |
| Trophée Vézina               | Tony Esposito Gary Smith                                            | Black Hawks de Chicago                                              |
| Trophée plus-moins de la LNH | Bobby Orr                                                           | Bruins de Boston                                                    |

| Trophée                      | Équipe                 |
| ---------------------------- | ---------------------- |
| Trophée Clarence-S.-Campbell | Black Hawks de Chicago |
| Trophée Prince de Galles     | Bruins de Boston       |
| Coupe Stanley                | Bruins de Boston       |

### Équipes d'étoiles
| Position       | Première équipe | Première équipe        | Deuxième équipe | Deuxième équipe        |
| Position       | Joueur          | Équipe                 | Joueur          | Équipe                 |
| -------------- | --------------- | ---------------------- | --------------- | ---------------------- |
| Gardien de but | Tony Esposito   | Black Hawks de Chicago | Ken Dryden      | Canadiens de Montréal  |
| Défenseur      | Bobby Orr       | Bruins de Boston       | Pat Stapleton   | Black Hawks de Chicago |
| Défenseur      | Brad Park       | Rangers de New York    | Bill White      | Black Hawks de Chicago |
| Ailier gauche  | Bobby Hull      | Black Hawks de Chicago | Vic Hadfield    | Rangers de New York    |
| Centre         | Phil Esposito   | Bruins de Boston       | Jean Ratelle    | Rangers de New York    |
| Ailier droit   | Rod Gilbert     | Rangers de New York    | Yvan Cournoyer  | Canadiens de Montréal  |